# El Chavo Kart
El Chavo Kart (Chaves Kart en Brasil) es un videojuego de carreras desarrollado por Efecto Studios y publicado por Slang para las consolas Xbox 360 y PlayStation 3. Fue lanzado solamente en México y Brasil: el 21 de febrero de 2014 en México y el 17 de junio del mismo año en Brasil, disponible en los idiomas español, inglés y portugués y con las voces en español y portugués.
El juego se basa en la serie animada El Chavo animado, producida originalmente en México por Ánima Estudios, Televisa y Grupo Chespirito. El 12 de marzo de 2015 salió una versión del juego desarrollada por Kokonut Studio y publicada por Slang para toda Latinoamérica en dispositivos móviles de Samsung ya sea para tableta o celular, sin embargo, a principios de 2018 fue eliminado.

## Sistema de juego
El Chavo Kart consiste en los personajes de la serie (excepto Jamito y Gloria) conduciendo Go-karts en lugares presentados en la serie. El juego ofrece veinte circuitos y doce personajes. Hay tres modos de juego: copas, exhibición, desafíos. En el modo "copas", el jugador puede desbloquear personajes, mientras que al finalizar "desafíos", se desbloquean escenarios o pistas. Se pueden juntar power-ups a lo largo de la carrera los cuales pueden ser usados para favorecer al jugador y ganar ventaja en la carrera. Las pistas incluyen características de la serie, así como escenarios que aparecen en la serie el Estadio Azteca y Acapulco, aparte cada pista puede ser recorrida en sentido contrario. Las pistas incluyen caminos alternativos, trampas y obstáculos.  El juego incluye un modo multijugador local, el cual permite hasta cuatro jugadores competir entre sí al mismo tiempo. El juego incluye 46 trofeos o logros que pueden ser desbloqueados al avanzar en el juego.
El juego está desarrollado con Unreal Engine, y presenta gráficos que imitan a la serie de televisión animada. Cada personaje tiene diferentes animaciones que aparecen en las carreras cuando el jugador choca o salta, o al ganar una carrera.

## Desarrollo
El juego ha sido anunciado por Roberto Gómez Fernández, hijo del comediante mexicano Roberto Gómez Bolaños conocido como "Chespirito", de El Chavo del 8 en su cumpleaños 85. El Chavo Kart fue producido por Slang y desarrollado por Efecto Studios, un equipo de desarrollo colombiano dirigido por Jochen Siess. Los actores de voz de la serie realizaron las grabaciones del sonido de las voces de los personajes en el juego.

## Recepción
El Chavo Kart recibió tanto críticas positivas como negativas. Rodrigo Villanueva de Level Up! Games lo criticó por no tener personalizaciones para los personajes y sus vehículos así como pistas repetitivas y monótonas; lo calificó como "un exponente superficial y francamente mediocre del género de karts". Por otro lado Emilio Reyes de atomix.vg elogió sus "bellos circuitos y animaciones", la actuación de voz y por ser fiel a la serie, y criticó su dificultad desequilibrada y por ser repetitivo. Hasta el 6 de abril de 2014, el juego tiene un puntaje de 4.8/10 en Metacritic.